# Tomtor
Tomtor es el nombre de varias pequeñas aldeas en la República de Sajá en Siberia. La más importante de ellas, situada en las coordenadast 63°15′55″N 143°12′47″E / 63.26528, 143.21306, se sitúa junto a la autopista de Kolimá. A 40 kilómetros al noroeste se encuentra Oimiakón, conocida principalmente por registrar la temperatura más baja del planeta en una localidad permanentemente habitada, sin contar a la Antártida. Tomtor tiene un pequeño aeropuerto con vuelos semanales hasta Yakutsk y Ust-Nera.
- Datos: Q2496627
- Multimedia: Tomtor, Oymyakonsky District, Sakha Republic / Q2496627